# Abanos
Abanosul este denumirea lemnului obținut mai ales de la arborii din genul Diospyros (ex. Diospyros melanoxylon), familia ebenaceelor, răspândiți în zonele Abacai (padurile tropicale și subtropicale). Abanosul este un lemn greu, tare, de culoare neagră. Abanosul de cea mai bună calitate este foarte greu, aproape negru și obținut doar din duramen. Se prelucrează numai aburit și se utilizează la fabricarea mobilierului, a clapelor de pian, a mânerelor de cuțit, a instrumentelor muzicale de suflat, pipelor, a pieselor strunjite sau sculptate, a statuetelor, precum și pentru incrustații.
Cel mai bun abanos indian și de Ceylon este produs de Diospyros ebenum, care crește din abundență la vest de portul Trincomalee, în Sri Lanka. Abanosul jamaican, numit și abanos american sau verde, provine din Byra ebenus, un arbust leguminos.
Abanosul a fost sursă de inspirație pentru Frații Grimm, în opera Albă ca Zăpada.

## Galerie de imagini

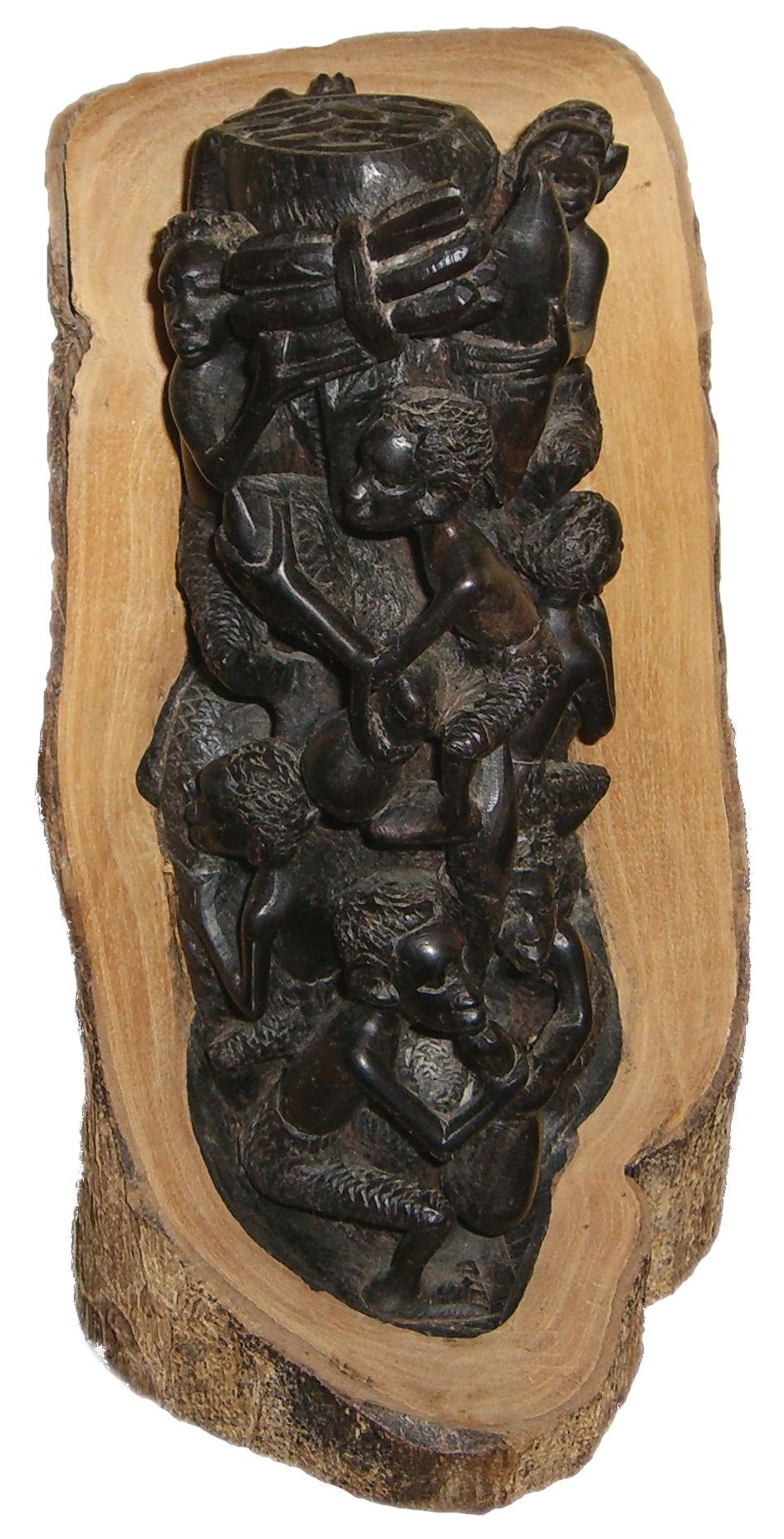
Sculptură africană
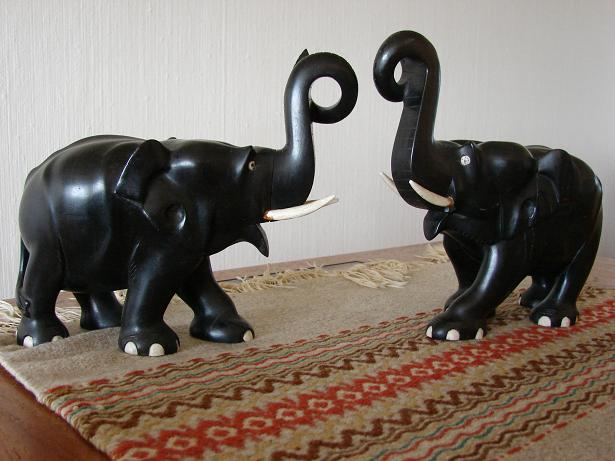
Elefant din abanos
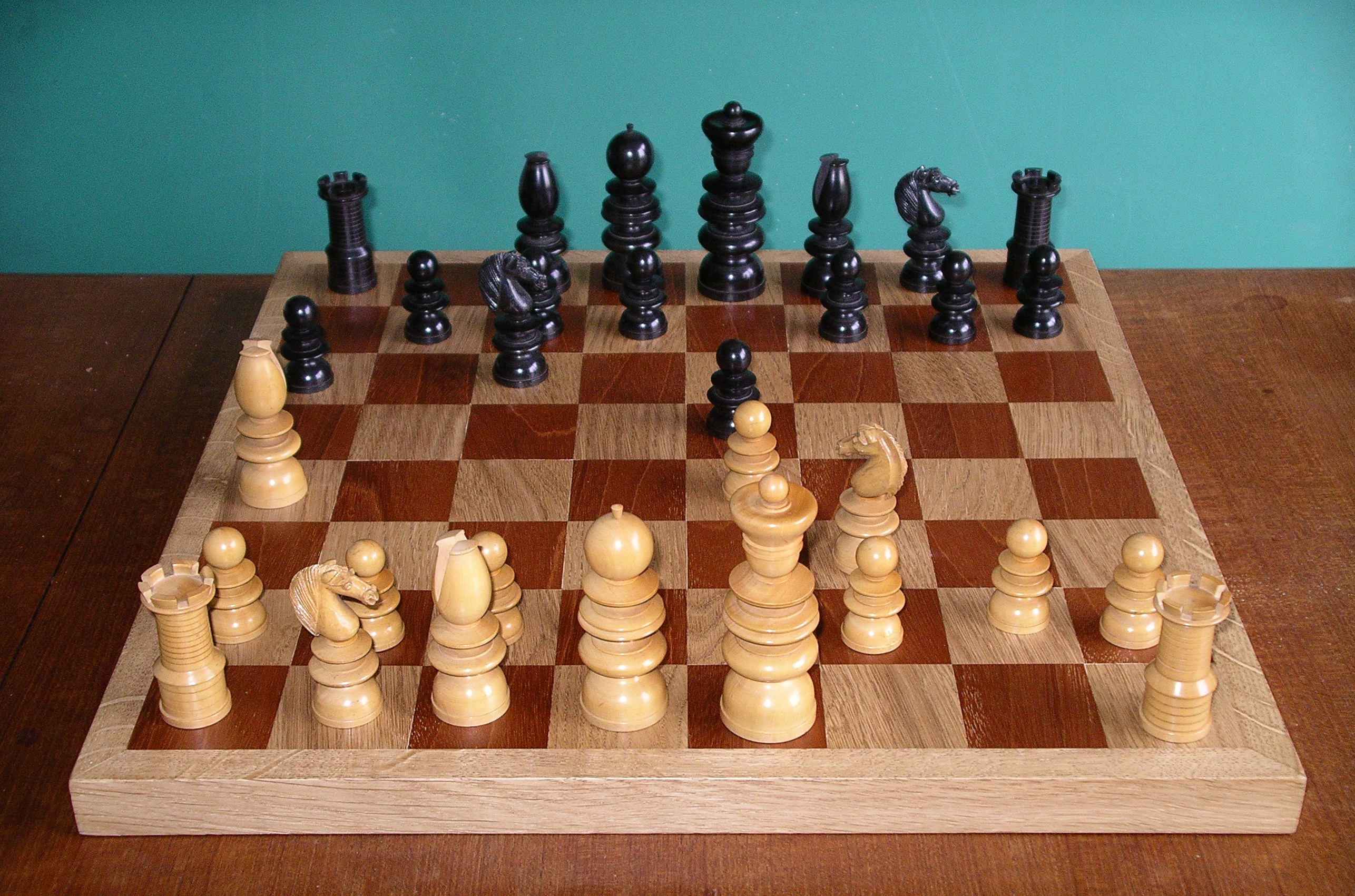
Piese de șah din abanos
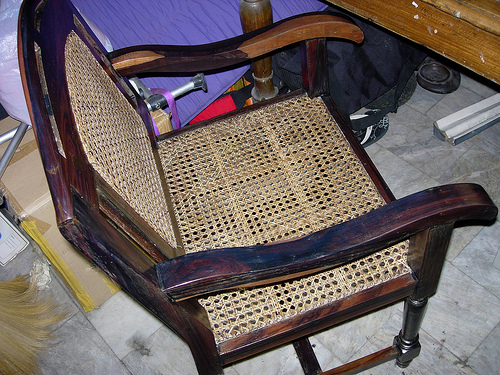
Scaun Kamagong din abanos